# Джон Вердон
Джон Вердон (англ. John P. Verdon; нар. 01 січня 1942) – американський письменник. У 2010 році у видавництві Crown/Random House опубліковано його дебютний детективний трилер (mystery thriller) Загадай число (Think of a Number), перший твір із серії романів про детектива Дейва Ґурні (Dave Gurney) (наразі побачили світ 7 книг із цього циклу).

## Життєпис
Джон Вердон народився в нью-йоркському районі Бронкс, закінчив середню школу Ріджис та Фордгемський університет у Нью-Йорку. Ще в дитинстві мріяв стати письменником. Свою кар’єру почав на посаді копірайтера у рекламній індустрії в Нью-Йорку, де працював над креативними аспектами замовлень для кількох великих агенцій. Обіймав керівні посади в рекламних фірмах Мангеттен. По виході на пенсію самого Вердона (після 32 років роботи в рекламному бізнесі) і його дружини Наомі вони переїхали з міста до сільської місцевости на півночі штату Нью-Йорк, у західних передгір’ях Катскіллу. (так само в Катскіллських горах мешкає разом із дружиною й головний герой його романів детектив-пенсіонер Ґурні).
Після переїзду Вердон узявся проєктувати й виготовляти меблі в ретростилі шейкерів (Shaker-style furniture), що стало його хобі на наступні десять років. Одночасно він захопився літературою в жанрі класичного детективу, починаючи від Артура Конан Дойла й закінчуючи Россом Макдональдом та Реджинальдом Гіллом.
За порадою дружини Джон Вердон у 2008 році вирішив узятися за написання власних детективних творів. Через два роки він завершив роботу над романом Загадай число. Ринковий успіх книги та позитивні відгуки критиків заохотили його написати другий роман Зажмурся міцніше, з тими самими головними героями. Так було розпочато серію детективних трилерів про Дейва Ґурні – відставного слідчого з відділу розслідування вбивств нью-йоркської поліції. Книги цього циклу на сьогодні перекладено понад 25 мовами.

## Екранізація творів
У 2018 канадська компанія Innis Lake Entertainment придбала права на екранізацію серії романів Дж. Вердона про детектива Ґурні. Планується, що літературну основу адаптуватиме Річард Вернем, а режисером-постановником буде його син Нік Вернем.